# La Vilavella
La Vilavella, en valencien et officiellement (Villavieja en castillan), est une commune d'Espagne de la province de Castellón dans la Communauté valencienne. Elle est située dans la comarque de Plana Baixa et dans la zone à prédominance linguistique valencienne.

## Patrimoine

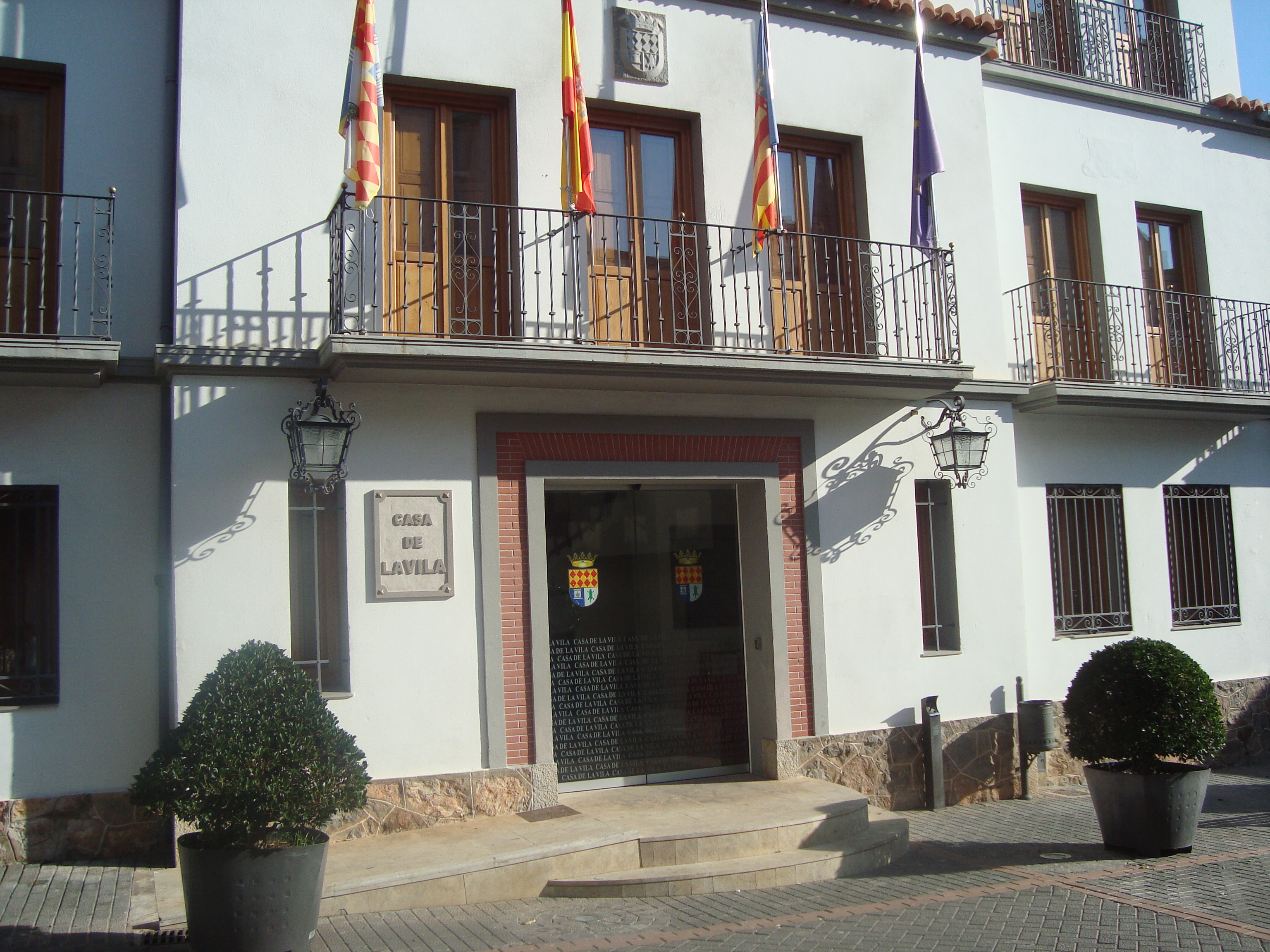
Ayuntamiento de La Vilavella (Castellón)

### Liens externes

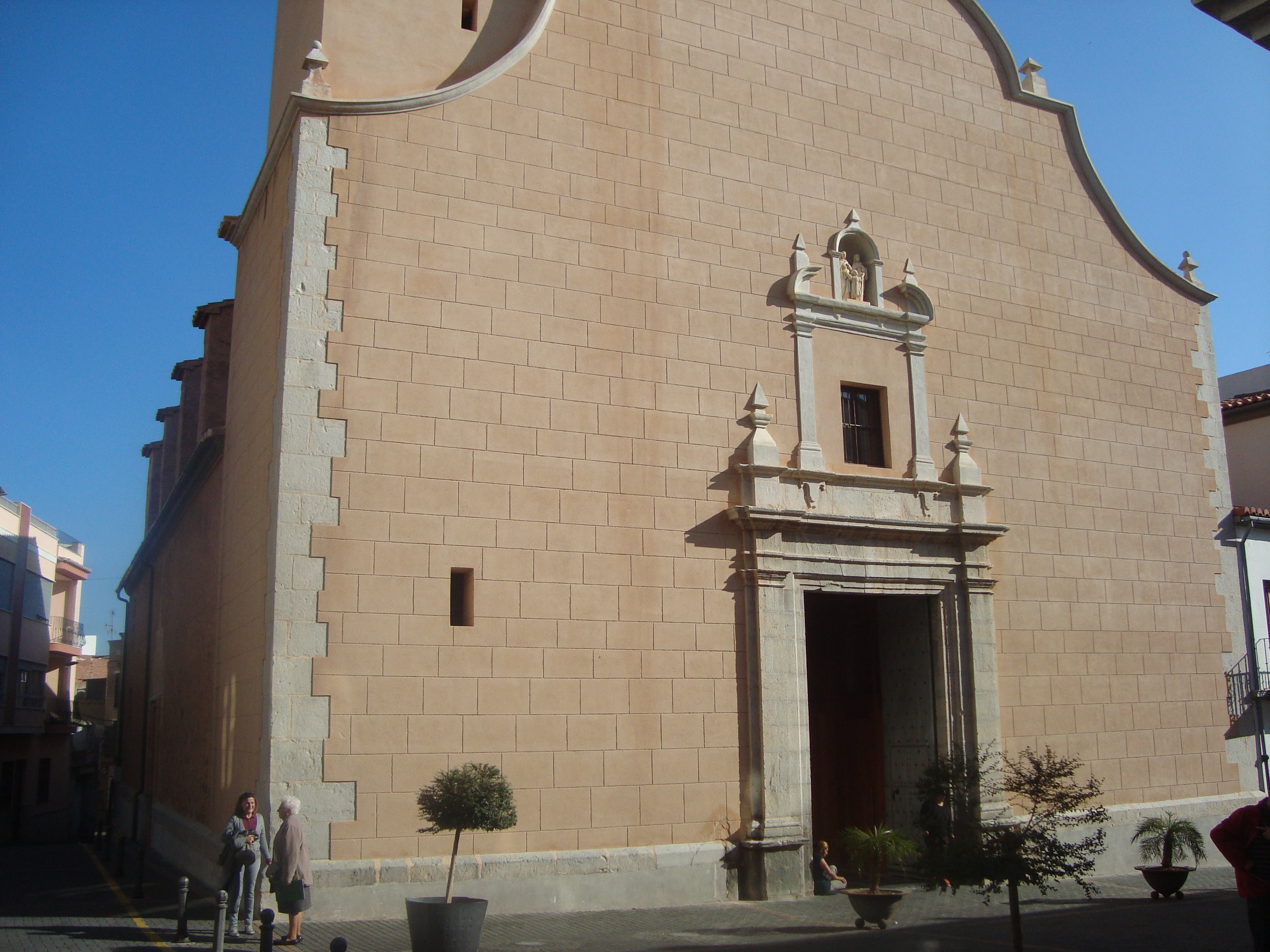
Église de la Sagrada Familia de La Vilavella (Castellón)

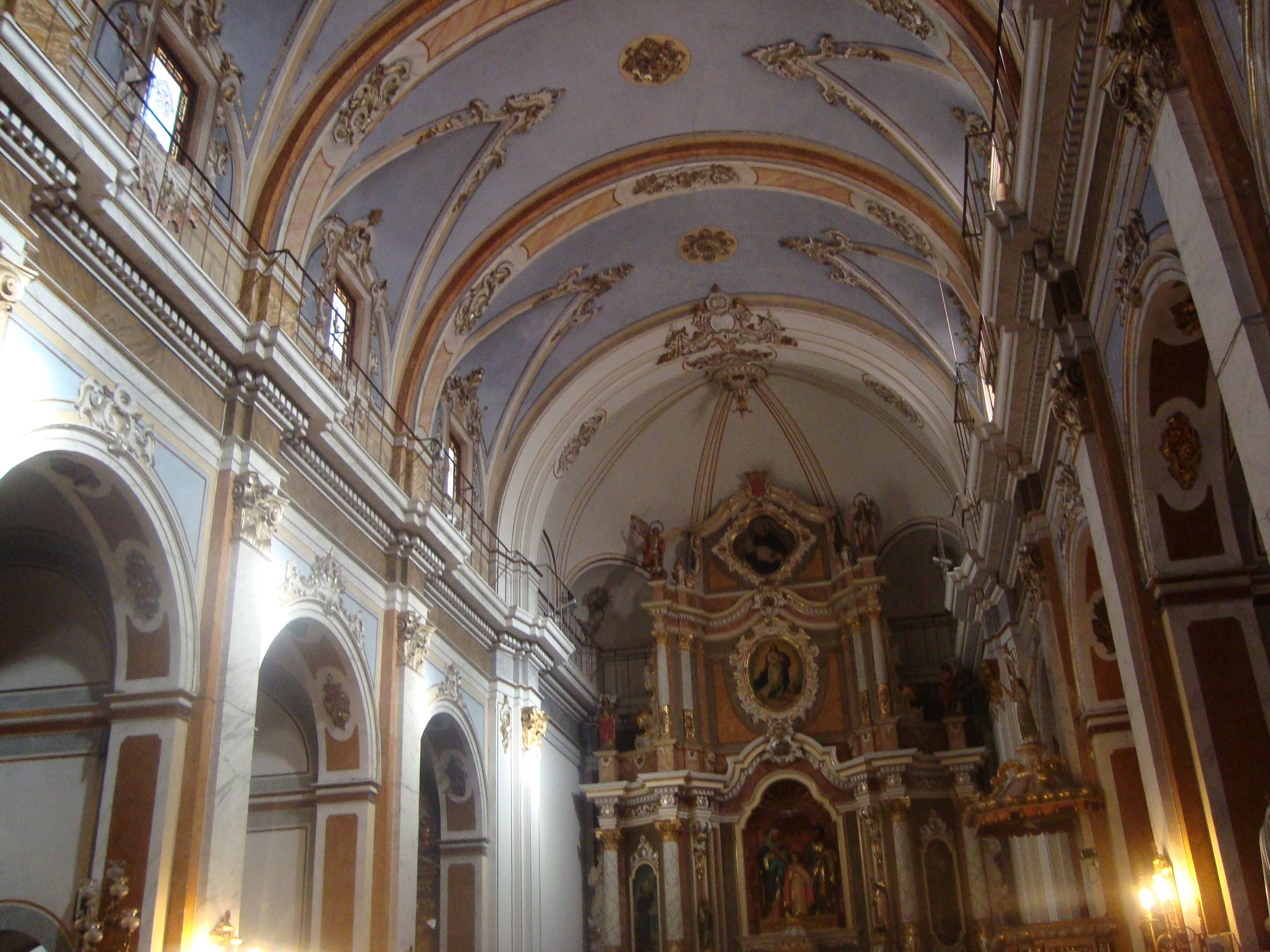
Église de la Sagrada Familia de La Vilavella (Castellón)

## Géographie

Localisation de La Vilavella
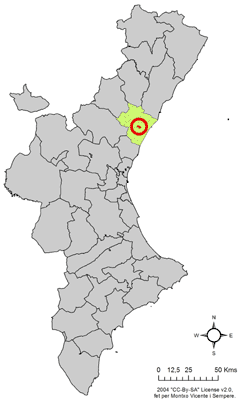
dans la Communauté valencienne.
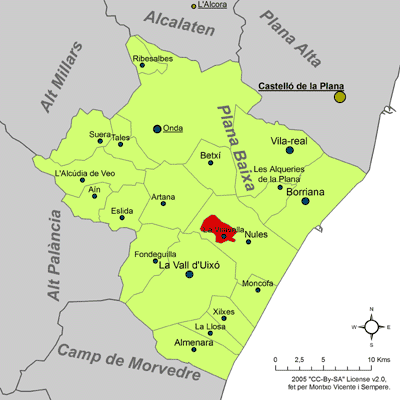
dans la comarque de Plana Baixa.